# Llotja de la Seda
Llotja de la Seda, katalonski za "Loža svile", (španjolski: Lonja de la Seda) je gotička svjetovna građevina u Valenciji koja pokriva više od 2.000 m², i glavna je turistička atrakcija grada.
Zgrada je proglašena UNESCO-ovom svjetskom baštinom 1996. godine zbog iznimne vrijednosti kao primjer svjetovne građevine kasnogotičkog stila koji prikazuje snagu i bogatstvo velikih mediteranskih trgovačkih gradova.

## Povijest
Iza ove građevine nalazi se još starija "Loža ulja" (Llotja de l’Oli) iz 14. stoljeća koja je služila, ne samo za trgovinu uljem nego i svim ostalim robama.
Gospodarski procvat Valencije je dosegao vrhunac u 15. stoljeću, što je dovelo do izgradnje ove gotičke zgrade koja je izgrađena od 1482. do 1548. godine. Arhitekti su bili Pere Compte, Juan Yvarra, Domingo Urtiaga i Johan Corbera. Tijekom stoljeća, kompleks je služio kao trgovačka postaja za trgovinu svilom.
Do 1548. godine, uz glavnu dvoranu izgrađena je i bogato ukrašena, dvorana "Morskog savjeta" (Consolat del Mar) u renesansnom stilu. 

## Odlike
Plan kompleksa Lože svile u Valenciji je pratio slične građevine u drugim gradovima, poput one u Palma de Mallorca arhitekta Guillema Sagrere iz 1448. godine. Arhitekt Pere Compte (1447. – 1506.) je izgradio glavnu zgradu, tzv. Dvoranu stupova ili Trgovačku dvoranu (Sala de Contractació) za samo petnaest godina (1483. – 1498.), o čemu svjedoči latinski natpis zlatnim slovima na plavoj vrpci koja visi na vrhu sva četiri zida dvorane
Joan Francesc Mira, lokalni znanstvenik, je pojasnio natpis kao potvrdu kako se ne mora biti protestant ili stranac kako bi se bilo u mogućnosti zasnovati temelje dobre trgovine. Također, natpis je označavao jedinstvo etike i ekonomije.
Ostali dijelovi kompleksa su:
- Toranj
- Dvorana morskog savjeta
- Dvorište s nasadom naranči

- Plan građevine
- Renesansni kat Morskog savjeta
- Gargojli s fasade
- Grb kraljevstva Valencije
- Glavni ulaz iznutra